# Église Saint-Étienne de Déols
Pour les articles homonymes, voir Église Saint-Étienne et Saint Étienne.
L'église Saint-Étienne de Déols est une église catholique française. Elle est située sur le territoire de la commune de Déols, dans le département de l'Indre, en région Centre-Val de Loire.

## Situation
Elle est située dans la région naturelle de la Champagne berrichonne. L'église dépend de l'archidiocèse de Bourges, du doyenné de Châteauroux et de la paroisse de Sainte-Marie.

## Histoire

### Origine du site

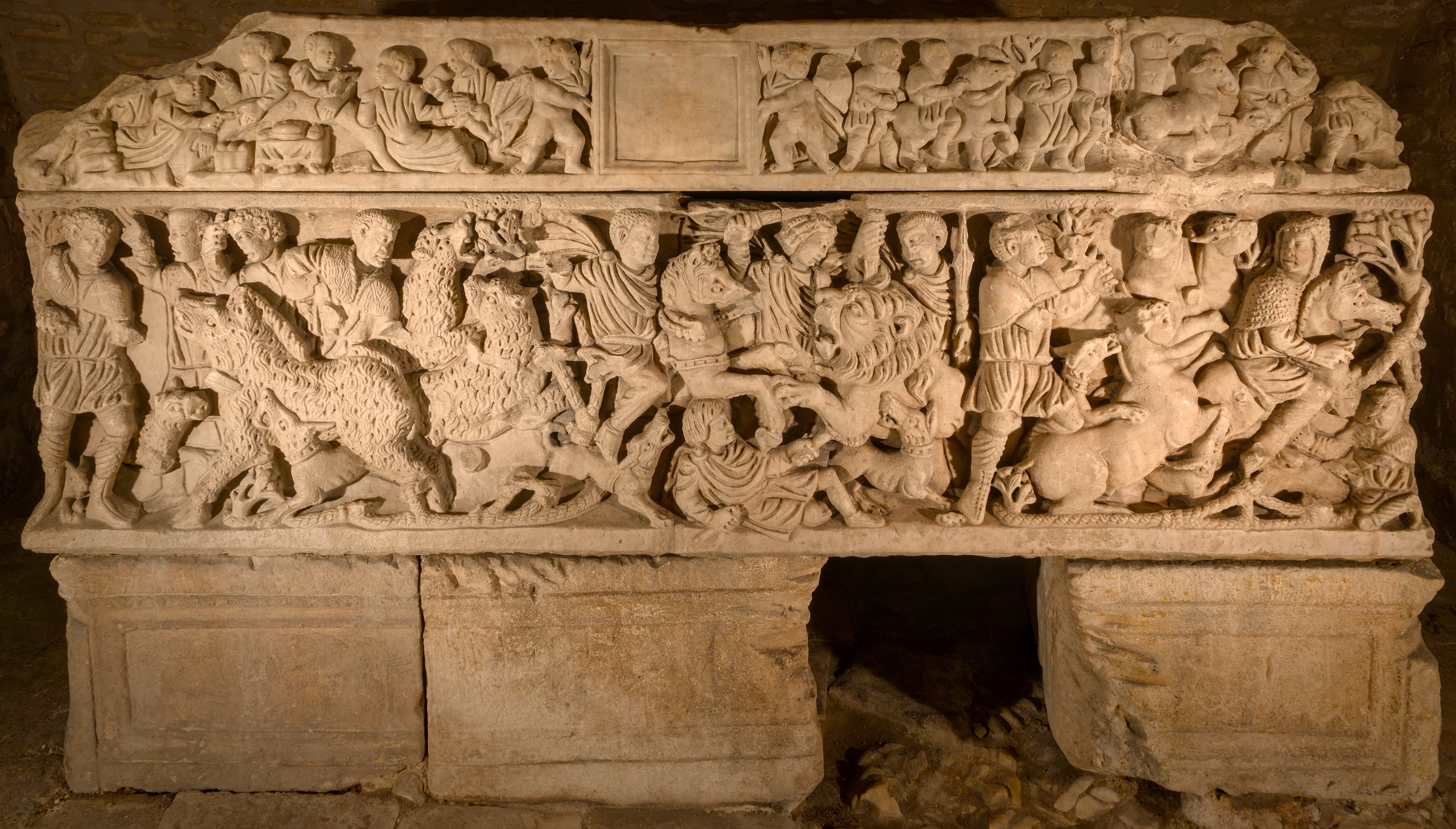
Sarcophage gallo-romain de Saint Ludre, en marbre, conservé dans la crypte sud.

La présence dans l'église Saint-Étienne de Déols d'un fragment d'inscription funéraire du Ier siècle, ainsi que de deux sarcophages de la fin du IIIe siècle (sarcophages de saint Léocade et saint Ludre), celui dit de « saint Ludre » en marbre blanc et le sarcophage en calcaire dit de « Léocade », ainsi que les découvertes faites au chevet en 1968, permettent de supposer que le site s'est développé sur l'emplacement d'une nécropole antique qui marquait la limite septentrionale de l'agglomération secondaire gallo-romaine déoloise.
La sarcophage dit de « saint Ludre » en marbre, est décoré de scènes de chasse uniquement sur un grand côté. Sur le couvercle de part et d'autre de deux amours ailés entourant un cartouche anépigraphe, sont figurés du côté gauche un repas funéraire et du côté droit une scène de chasse au cerf appelant. Sur la cuve de gauche à droite se succèdent une scène de chasse au sanglier, une chasse au loup ou à l'ours, une chasse au lion avec un cavalier et pour finir une scène de capture de cerf.
Vers la fin du VIe siècle ou au début du VIIe siècle, une basilique funéraire dont l'abside polygonale fut observée dans le prolongement du chevet en 1968 est édifiée. Les arases de briques visibles qui ont été observées dans la structure de l'abside polygonale sont également visibles en élévation au chevet de l'édifice au-dessus de la crypte où se trouve le sarcophage de marbre attribué à saint Ludre.
L'église Saint-Étienne de Déols, est attestée dans les sources écrites pour la première fois à la fin du VIe siècle par Grégoire de Tours sous l'invocation du bienheureux Ludre : In dolense autem Biturigi terminum vico beatu Lusor… in cripta vero positus super pavimentum (A Déols, bourg du pays Biturige, repose le bienheureux Ludre… posé sur le pavé d'une crypte) ».

### Église actuelle
L'église fut construite entre le Xe siècle et le XVIe siècle[réf. nécessaire].
L'église Saint-Ludre (Ecclesiam sancti Lusoris) est attestée par un acte de l'archevêque de Bourges, Richard Ier de Blois, entre 955 et 959. Deux particuliers Simon et Imbault la vendent aux moines de l'abbaye de Déols
Le 22 mars 1139, le pape Innocent II mentionne dans une bulle, l'église sous un nouveau vocable, celui de saint Étienne (Ecclesia Sancti Stephani prothomartiris) et précise qu'elle relève de l'abbaye Notre-Dame de Déols.
Le 16 juillet 1760, la cloche moyenne de l'église est bénite par l'abbé Gautier Daneise, vicaire-général de Bourges, en présence de Messire Jean Penier, seigneur de la Rue, Fougères et autres lieux, conseiller du roi et son procureur aux sièges royaux de Châteauroux, de Dame Marie Anne Couturier, épouse de Messire Paul Henry Bertrand, seigneur de Greuille et autres lieux, maître des eaux et forêts et subdélégué de M. l'intendant à Châteauroux. La cloche est nommée Marie Anne en présence également de Maître Claude Delaleuf, doyen du chapitre de Notre-Dame de Déols et de Messire Joseph Philippe Bonneau de Boulays, curé de Saint-André de Châteauroux. 
L'édifice est inscrit au titre des monuments historiques par arrêté du 21 octobre 1947.

## Description
L'édifice présente une façade romane du XIIe siècle. Cette façade est percée de trois fenêtres en plein cintre, surmontées d'un cordon de billettes épousant les contreforts. Au-dessus les rampants du pignon sont décorés de choux typiques du XVe et XVIe siècles. Sur les quatre contreforts qui rythmaient la façade, le plus au nord n'est plus visible. Il a été absorbé lors de l'ajout du clocher en forme de tour carrée, qui fut construit au début du XVIe siècle (par son aspect, ce clocher est très proche de celui de l'église Saint-Martial de Châteauroux, avec un étage de moins (quatre au lieu de cinq), mais des traces d'arrachements montrent que cet étage, s'il n'a pas existé à un moment donné, avait au moins été prévu). Une belle porte en anse de panier, actuellement partiellement murée, permettait autrefois de pénétrer directement dans le clocher, depuis la place. La nef romane comportait des fenêtres hautes et des peintures murales ont été dégagées à l'intérieur de l'une d'elles.

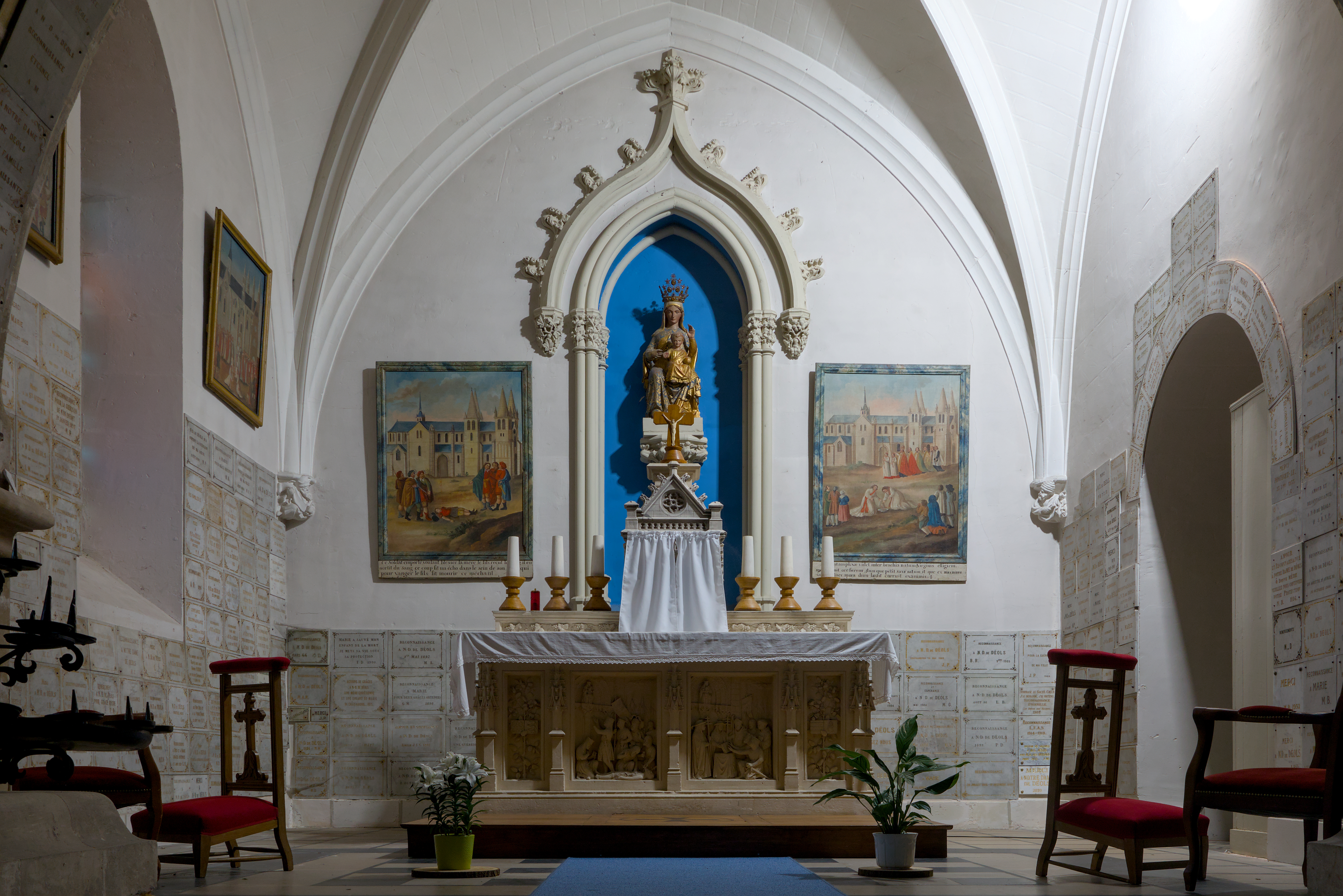
La chapelle de la Vierge.

Cette nef fut perforée au XVe siècle pour recevoir des bas-côtés, voûtés d'ogives. Les retombées d'ogives des bas-côtés reposent sur des consoles ornées d'angelots ou d'animaux fantastiques porteurs d'écussons,.
À l'intérieur, la nef est couverte d'un berceau de bois maintenu par des entraits en encorbellements sur des culots en forme de têtes humaines et d'animaux fantastiques, attribuables à la fin du XVe siècle.
À l'extrémité du bas-côté nord, la chapelle de la Vierge est un ajout du XIXe siècle. En 1862, l'abbé Chagnon, curé de la paroisse, guidé par la tradition retrouve les restes du sarcophage calcaire attribué à Léocade (le père de saint Ludre) à l'extrémité du bas-côté nord. En 1872, pour la XLe session du congrès archéologique de France qui se déroule à Châteauroux en 1873, il fait restaurer, par Jules Dumoutet, le sarcophage que la tradition locale attribue à Léocade et refaire la voute qui le recouvre. La chapelle de la Vierge qui évoque le miracle de 1187 est ensuite édifiée au-dessus. Cette chapelle contient la statue de la Vierge et quatre tableaux du XVIIIe siècle relatant le miracle de 1187.
L'édifice possède deux cryptes renfermant les sarcophages de saint Léocade et saint Ludre.

### Les vitraux
La première mention d'un grand vitrail à l'église Saint-Étienne de Déols remonte au 6 mars 1787 : le sieur Duplan, vitrier, reçoit « vingt-neuf livres, huit sols pour quarante-deux pieds de vitres à dix sols le pied, valant vingt-un livres ; plus pour le raccommodage d'un panneau au grand vitrage du cœur, deux livres, huit sols ; plus la peinture des fonts » (baptismaux). Les troubles de la période révolutionnaire affectèrent l'église Saint-Étienne des enfants cassèrent les vitres et le 9 avril 1803 Estienne Audoux, charpentier, présente un devis pour divers travaux dont : mettre les vitres et raccommoder les fenêtres.
La situation actuelle :
- dans la chapelle dédiée à Saint-Jacques-de-Compostelle une fenêtre à meneau central comporte deux vitraux à résille de plomb ;
- viennent ensuite : le vitrail de la Visitation portant la signature MAUMEJEAN, le vitrail de l'Annonciation, posé en 1930 avec signature S.A. MAUMEJEAN Frs Paris Hendaye et pour finir dans la chapelle des Miracles un vitrail représentant le Miracle de 1187 et portant la mention incomplète … de Déols en souvenir de (Maurice Ber)chon curé de Déols - 1943-1946. Ce vitrail fut installé à la suite de la destruction du vitrail préexistant par les effets de souffle et vibrations liés au bombardement dans la nuit du 10 au 11 mars 1944 de l'usine d'aviation S.N.C.A.S.O. de Déols située trois kilomètres plus au nord ;
- au chevet le vitrail du Crucifiement, Mauméjean 1932 et celui de la Résurrection, Mauméjean 1932 ;
- base côté droit (sud) de l'arrière vers l'avant : le vitrail du couronnement de la Vierge, janvier 1931 portant la signature S.A. MAUMEJEAN Fres PARIS.HENDAYE, puis le vitrail des Noces de Cana, 1930, signature S.A. MAUJEAN Frs PARIS HENDAYE, suivi du vitrail de la Nativité, 1929 signature S.A. MAUMEJEAN-Frs paris-hendaye ;
- en façade trois vitraux à résille de plomb posés en 1928. Non visible dans la sacristie en entrant à gauche, une résille de plomb, intégrant trois éléments historiés, mise en place en 1936 lors des travaux d'aménagement de la sacristie réalisés par l'architecte Jacques Barge : à gauche les armoires de la maison de Déols ; au centre un petit rondel du XVIe siècle représentant une crucifixion et à droite un écu à fond bleu orné de losanges où figure la Vierge en Majesté trônant avec l'enfant-Christ entre ses jambes[17].

## Autre mobilier

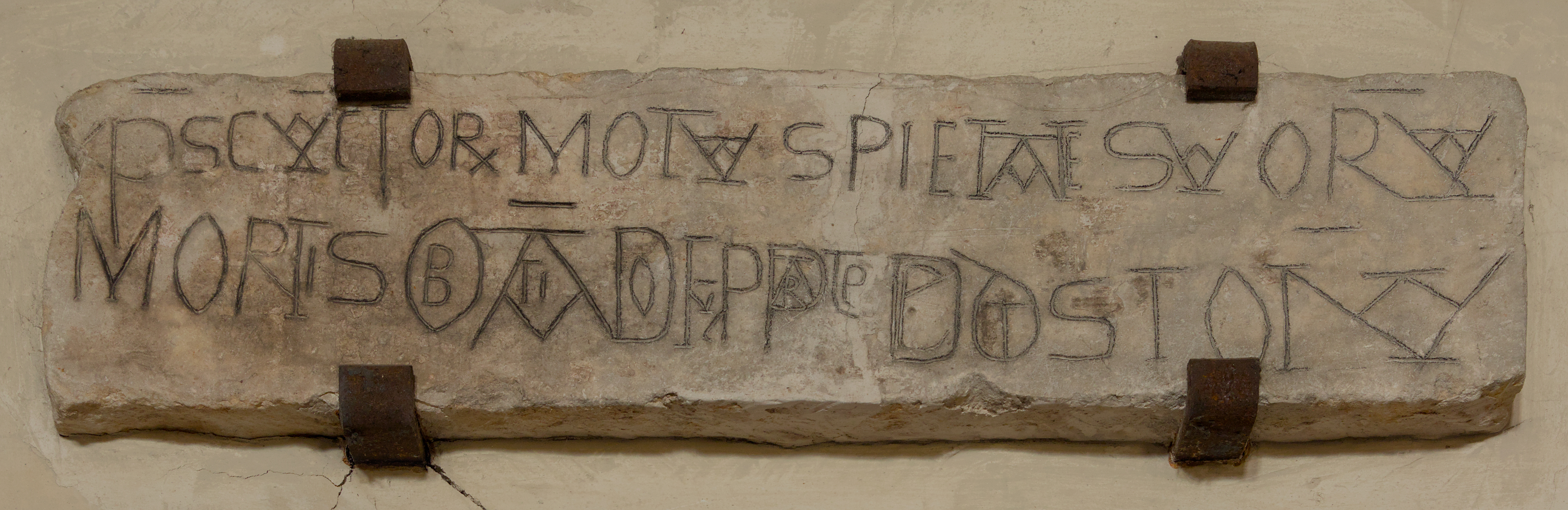
Inscription à l'entrée de l'église à gauche.

En entrant dans l'église à gauche contre le mur se trouve une inscription qui avait été retrouvée réutilisée en linteau de porte dans l'ancienne église Saint-Germain de Déols. Cette inscription du XIe siècle qui devait à l'origine servir de support à une croix peut se traduire : « Le Christ touché de compassion pour tous les siens, en antidote de la mort, pour sa part s'est donné tout entier. »
Dans le clocher se trouvent plusieurs cloches : l'une d'elles provient de l'ancienne abbaye Notre-Dame de Déols et porte pour inscription :  VOX D(OMI)NI SUPEREXIT AQUAS CUI GL(ORI)A SOLI EST : INTONAT IPSE SUPER FLUMINA MAGNA DEUS § POST DEFLAGRATIONE(M) HUJUS, puis en dessous TA(M) P(RE)CLARISSIMI TEMPLI ET CENOBII FECERU(N)T HA(N)C SI(M)PHONIA(M) RELIGIOSI SUIS PARTICULATI(M) EXPE(N)SIS. 1576 MENSE OCTOBRIS, qui peut être restitué de la façon suivante : « La  Voix du Seigneur a dominé les eaux, à lui seul la gloire. Dieu tonne sur les grands fleuves. Après l’incendie de cet illustre temple et couvent, les religieux ont fait cette sonnerie à leurs frais en octobre 1576 » .